# William Drummond of Hawthornden

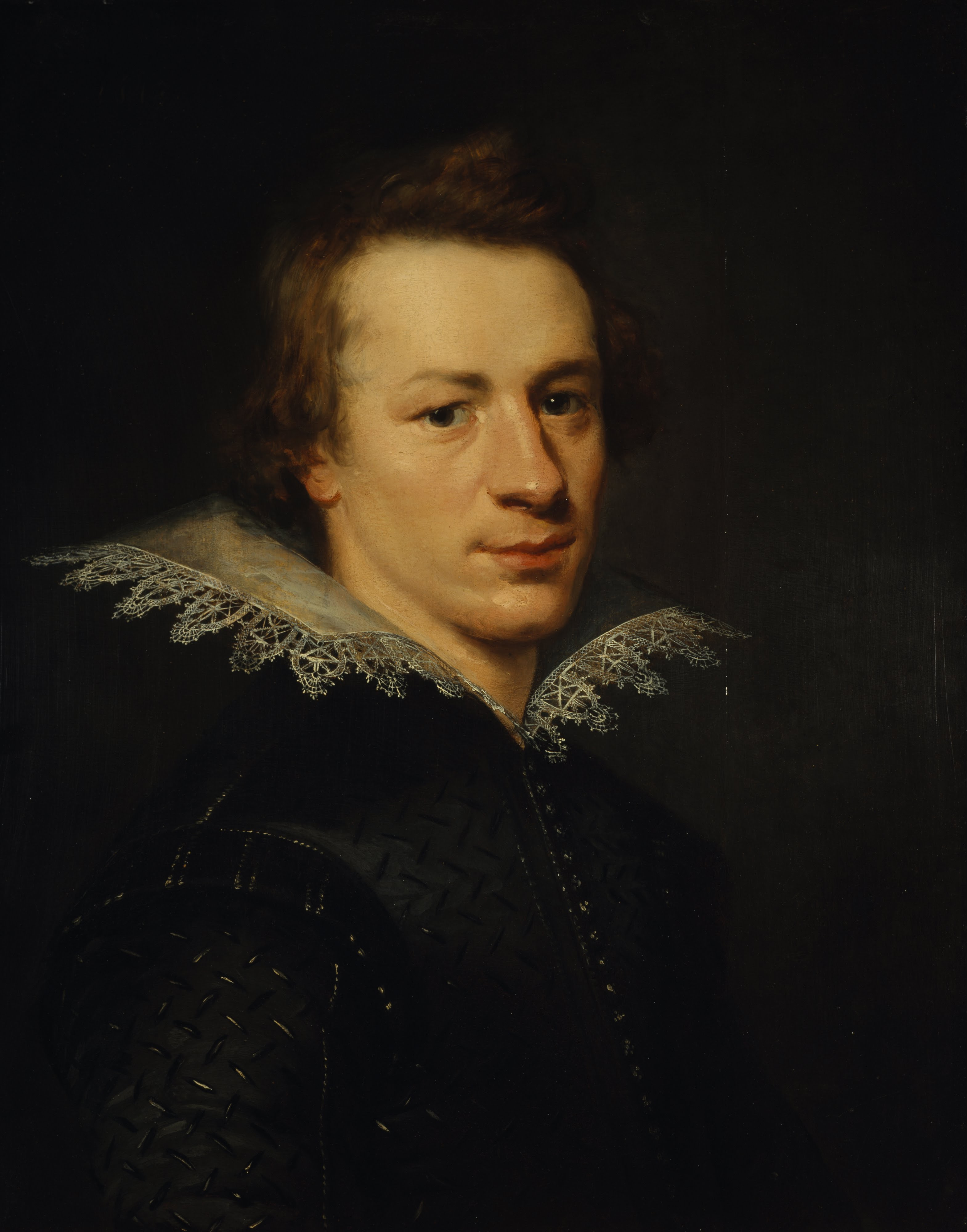
William Drummond of Hawthornden (1612)

William Drummond of Hawthornden (* 13. Dezember 1585 in Hawthornden Castle, Midlothian; † 4. Dezember 1649 ebenda) war ein schottischer Dichter.

## Leben
Er war der Sohn des Sir John Drummond († 1609), 1. Laird of Hawthornden, aus dessen Ehe mit Susannah Fowler. Nach dem Tod seines Vaters erbte er dessen Ländereien als 2. Laird of Hawthornden.
Drummonds Gedichte zeigen keine schottischen Einflüsse, sondern sind von englischen und italienischen Dichtern beeinflusst. Besonders lehnt sich Drummond an Edmund Spenser an. Er schrieb nicht nur Lobreden und Verse auf Karl I., als dieser 1633 zum Krönungsbesuch nach Schottland kam, sondern er unterstützte ihn auch politisch sowohl in seiner Unterwerfung der Schotten wie auch in seinem Machtkampf gegen das englische Parlament.
Aus seiner 1632 geschlossenen Ehe mit Elizabeth Logan, hinterließ er einen Sohn und Erben, Sir William Drummond (* 1636), 3. Laird of Hawthornden.